# アラダー・ペゲ
アラダー・ペゲ（Aladár Pege、1939年10月8日 - 2006年9月23日）は、ハンガリー出身のジャズ・ダブルベース奏者。ピッツィカート奏法の巧みさやクラシック音楽の演奏で知られ、「ダブルベースのパガニーニ」とも称されていた。

## 来歴
ブダペスト生まれ。音楽一家であったこともあり、15歳の頃には本格的な演奏活動を行っていた。1970年のモントルー・ジャズ・フェスティバルで最優秀演奏者に選出された。アメリカ人ピアニストのウォルター・ノリスとコンビを結成したり、ニューヨークのカーネギー・ホールでハービー・ハンコックと共演をしたこともあった。これらは当時、国外渡航を厳しく制限していたハンガリーを含む東ヨーロッパ共産圏の人物としては異例な出来事であった。
晩年の十年間は、出身校でもあるリスト音楽院（ブダペスト）で教鞭を執っており、ここでも「パガニーニ」の愛称で親しまれていた。
2006年、同市内の病院で死去。死因は明かされていない。

## ディスコグラフィ
- Bass on top (1965年)
- Montreux Inventions (1970年)
- 『シンクロニシティ』 - Synchronicity (1979年) ※with ウォルター・ノリス
- 『ウィンター・ローズ』 - Winter Rose (1980年) ※with ウォルター・ノリス
- Live (1982年)
- Solo Bass (1982年)
- Aladár Pege Live, Solo Bass Vol. II (1984年)
- The Virtuoso Double Bass Of Aladár Pege (1984年)
- Rolltreppe (1986年) ※with フリッツ・パウアー
- International Jazz Workshop (1988年)
- Take 4 (1995年) ※with ギュラ・バボス、イムレ・クシェギ、ルドルフ・トムシッツ
- Take More (1996年) ※with ギュラ・バボス、イムレ・クシェギ、ルドルフ・トムシッツ、サンディ・パットン
- Ace Of Bass (1997年)
- Music for Everybody (2002年)

### 参加アルバム
- ミンガス・ダイナスティ : 『ライヴ・アット・モントルー』 - Live at Montreux (1980年、Atlantic)
- ウォルター・ノリス : 『ドリフティング』 - Drifting (1991年、Enja) ※この盤の8-10曲目のみ
- オイゲン・キケロ・トリオ : 『それぞれのラスト・シーン』 - The Last Scene (1993年、Alfa Jazz)
- オイゲン・キケロ・トリオ : 『ロマンティック・シネ・ジャズ』 - Romantic Cine Jazz (2004年、M&I Jazz)